# NGC 2506
NGC 2506 is een open sterrenhoop in het sterrenbeeld Eenhoorn. Het hemelobject werd op 23 februari 1791 ontdekt door de Duits-Britse astronoom William Herschel.

## Synoniemen
- OCL 593